# Dendrochernes crassus
Espèce
Dendrochernes crassus est une espèce de pseudoscorpions de la famille des Chernetidae.

## Distribution
Cette espèce se rencontre aux États-Unis et au Canada.

## Description
La femelle holotype mesure 3,4 mm et le mâle paratype 3,2 mm.

## Publication originale
- Hoff, 1956 : Pseudoscorpions of the family Chernetidae from New Mexico. American Museum Novitates, no 1800, p. 1-66 (texte intégral).